# Feudalizam
Feudalizam je naziv za oblik društvenog odnosa koji je prevladavao u srednjem vijeku (ali i dobar dio novoga vijeka) a činili su ga feudalci (zemljoposjednici - nasljednici robovlasnika u robovlasničkim društvima odnosno plemenskih poglavara u plemenskim zajednicama), zakupnici i feudi - zemlja koju su seljaci zakupljivali od feudalaca.
Feudalizam je bio oblik društva u kojemu su se razlikovale dvije klase: feudalci (plemići) i kmetovi (seljaci). Feudalci su vlasnici zemljišta, a kmetovi im obrađuju zemlju i daju dio (uglavnom devetinu) uroda. Feudalno društvo nastalo je na ruševinama robovlasništva. Feudalizam je u većem dijelu Europe konačno ukinut 1848. godine.

## Osnovna obilježja feudalizma
U feudalizmu zemlja je osnovna vrijednost, pa se prema veličini zemljišnog prostora mjeri i društveni utjecaj njegova vlasnika. Zbog toga, vladari, kao vrhovni gospodari zemlje (seniori), želeći što čvršće vezati za sebe svoje velikaše, dijele im zemlju i pravo iskorištavanja kmetova. Tako kupuju njihovu privrženost u obračunu s drugim vladarima i feudalcima, no, veliki feudalci otimlju zemlju i jedan drugome. U tim borbama moraju imati što više svojih pristaša koji će im priskočiti u pomoć. Na radu kmetova-seljaka temelji se čitava zgrada feudalnog društva. Kmetovi su se bunili zbog iskorištavanja, a vladari i feudalci krvavo su ugušivali pobunjenike.
Društveno raslojavanje je u novim germanskim državama teklo vrlo brzo. Nakon seobe plemenske starješine i ugledniji članovi zajednice dobili su veće posjede. Tijekom 8. i 9. stoljeća na takvim velikim posjedima radi raznolika radna snaga. Uređeni zemljišni posjed nazivao se feud (lat. Feudum, starogermanski feod) i bio je podijeljen na dva dijela. Veći dio je vlasnik feuda, feudalac, dao u zakup seljacima (naseljenik, zakupnik, lat. Colonus), a manji dio na kome se nalazio i feudalčev dvor, ostavio je za sebe. Seljaci – zakupnici bi se obavezali da će uz zakupljenu parcelu, određeni dio dana u godini raditi na feudalčevom dijelu posjeda s kojeg je sav prihod pripadao feudalcu. Takav rad se nazivao tlakom.
U nemirnim vremenima sitni su posjednici tražili zaštitu moćnijih, a isto bi se događalo i za nerodnih godina kakve su bile česte u uvjetima slabo razvijenog načina zemljoradnje. Predajući se u zaštitu veleposjedniku, seljak bi mu predavao svoju zemlju. Odmah bi je i dobivao nazad, ali ne više kao svoje vlasništvo. Tako bi stekao zaštitu, a veleposjednik ga je pomagao sjemenjem, alatom i ostalim potrepštinama. Iako je ostao osobno slobodan, postao bi ovisan o gospodaru. Takvi seljaci su nazvani kmetovima. Vremenom su i seljaci zakupnici pretvoreni u kmetove pa je nestalo razlika u njihovom položaju.
S dijela posjeda što ga je sam obrađivao, kmet je bio dužan vlastelinu davati određeni dio proizvoda u obliku stalnih podavanja. Veličina podavanja ovisila je o pogodbi između feudalca i kmeta. U ranom srednjem vijeku Europa je bila slabo naseljena, smrtnost stanovništva je bila velika, a česte epidemije kuge te provale osvajačkih naroda poput Mađara i Normana. Nerijetki su bili sukobi velikaša i pretendenata na kraljevsko prijestolje, pri čemu su najviše stradavali seljaci. Zbog toga je na vlastelinstvima često nedostajalo kmetova, pa su feudalci nastojali privući kmetove susjednih vlastelina, nudeći im bolje uvjete.
Do kraja 11. stoljeća proces feudalizacije je bio uglavnom dovršen u Zapadnoj i velikom dijelu Srednje Europe, pa se razdoblje od 9. do 11. stoljeća naziva razdobljem klasičnog feudalizma.
Jedno od glavnih obilježja srednjovjekovnog društva činio je vazalsko seniorski odnos, uzajamni odnos vjernosti između dvoje slobodnih ljudi. Činom stavljanja u zaštitu bila je stvarana doživotna veza između moćnijeg pojedinca (senior) koji bi u zaštitu uzimao slabijeg pojedinca (vazal). Senior bi se svome vazalu obvezao na razne vidova zaštite, primjerice zastupanjem pred sudom, osiguravao pomoć u hrani i odjeći, često i stan ili zemljišni posjed. Vazal bi zauzvrat morao slušati seniora i vršiti za njega razne druge usluge, točno određene ugovorom, koje su uključivale i vojnu službu u slučaju potrebe.
Vazal je mogao imati i svoje vlastite vazale kojima bi on bio senior.
Vazalska je obveza značila podložnost senioru uz poštovanje koje se prvenstveno manifestiralo kroz vanjske znakove štovanja. Kako u razdoblju ranog srednjeg vijeka nije bilo novca, svaka se služba, osobito vojna, plaćala darovanjem zemlje. Tako bi, nakon položene vazalske prisege, senior svome vazalu ustupio zemljišni posjed, feud. Veličina posjeda je varirala u odnosu na moć seniora i važnost vazala. Najveće feude svojim vazalima je davao kralj, ali bilo je i feuda sitnih plemića koji su imali jednog ili dva kmeta.
Sredinom XIII. stoljeća feudalni je poredak zapao u krizu razvojem gradova i jačanjem kraljevske vlasti, a tijekom XV. stoljeća u Zapadnoj Europi postaje nestajati kao dominantna, iako su se neki oblici zadržali do XVIII. stoljeća.

## Pojmovi iz feudalnog prava

### Majorat
- Mrtva ruka